# Robert Häggblom
Robert Markus Häggblom (Vaasa, 9 de agosto de 1982) é um atleta finlandês especialista no arremesso de peso.
Participou dos Jogos Olímpicos de Verão de 2008, em Pequim, onde falhou nas três tentativas e não fez nenhuma marca na fase de classificação do arremesso de peso.